# チャールズ・マイヤー
チャールズ・マイヤー(Charles Mayer、1882年1月7日 – 1972年5月5日)は、20世紀初頭に活躍した、アメリカ合衆国のミドル級及びヘビー級のボクシング選手である。
1904年セントルイスオリンピックでは、2階級でメダルを獲得した。同一オリンピックの複数階級でメダルを獲得したのは、これまで5人だけである。ミドル級では、決勝で同じアメリカのベンジャミン・スプラッドリーを破って金メダルを獲得したが、ヘビー級では決勝でやはり同じアメリカのサミュエル・バーガーに敗れて銀メダルであった。マイヤーは、2つのメダルを獲得するのにわずか2戦に出場しただけだった。ミドル級では参加選手は2人だけであり、ヘビー級には3人が参加したが、マイヤーは1回戦は不戦勝であった。
1905年にはアメリカ合衆国のミドル級のアマチュアチャンピオンになった。

## オリンピックの結果
ミドル級
- 決勝　 ○ベンジャミン・スプラッドリー（アメリカ合衆国）TKO

ヘビー級
- 1回戦　不戦勝
- 決勝　 ●サミュエル・バーガー（アメリカ合衆国）判定